# 1872 en photographie
| Années de la photographie : 1869 - 1870 - 1871 - 1872 - 1873 - 1874 - 1875    |
| Décennies de la photographie : 1840 - 1850 - 1860 - 1870 - 1880 - 1890 - 1900 |

Cet article présente les faits marquants de l'année 1872 en photographie.

## Événements
- Henry Draper photographie pour la première fois un spectre stellaire, celui de l'étoile Véga.
- Réglementation en France des demandes de photographie au musée du Louvre : les jours de travail et les horaires sont imposés, ainsi que l'utilisation du seul collodion sec ; deux épreuves de chaque œuvre photographiée doivent être remises aux archives du musée.

## Photographies notables

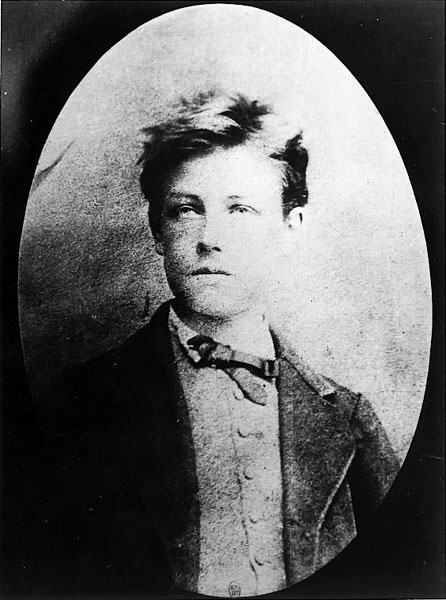
Étienne Carjat, Photographie d'Arthur Rimbaud, vers 1872.

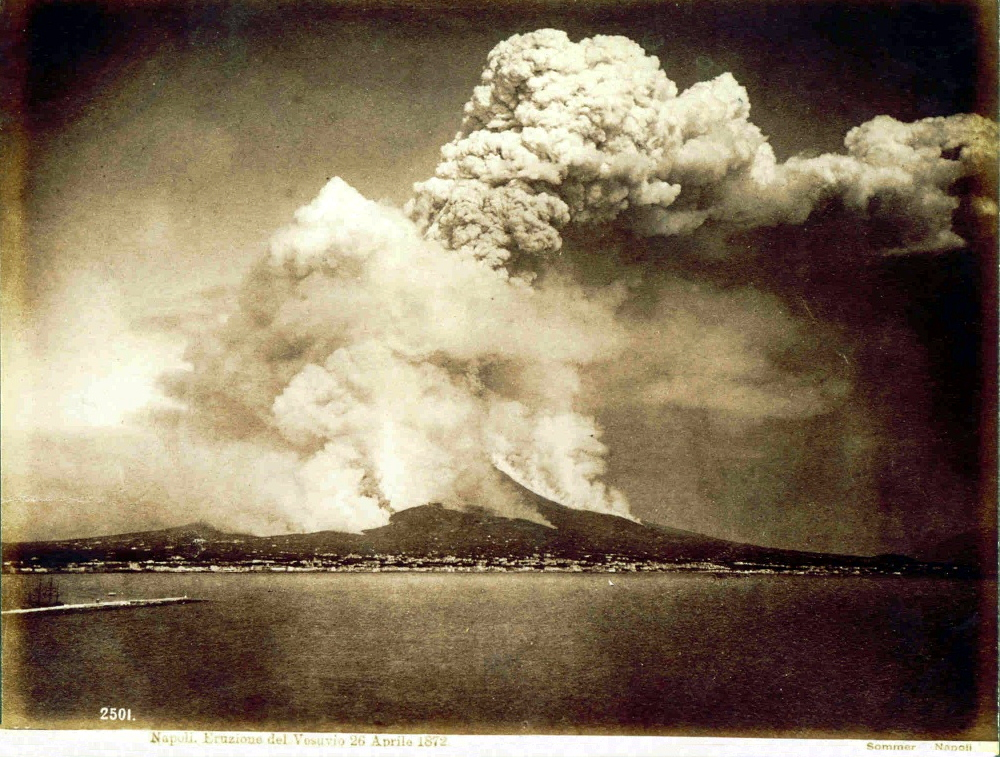
Giogio Sommer, Éruption du Vésuve, 26 avril.

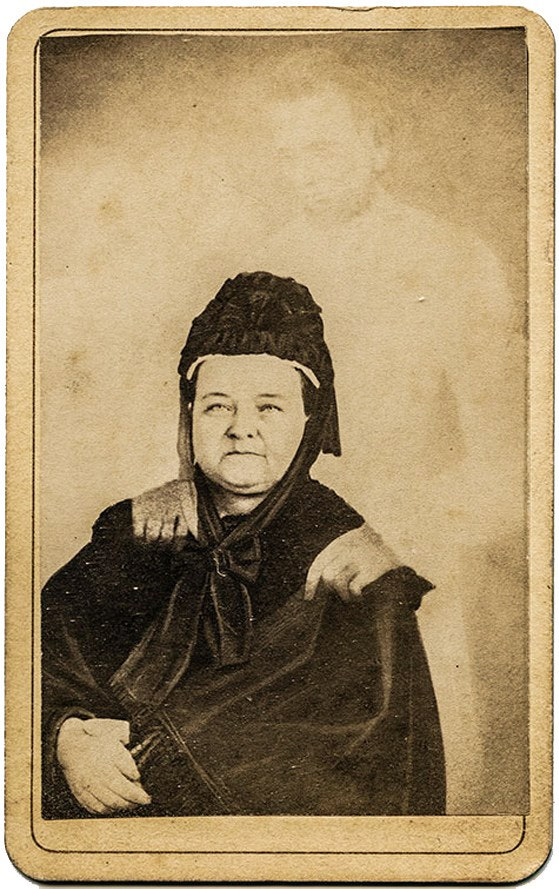
Fantôme d'Abraham Lincoln : Mary Todd Lincoln avec le fantôme de son mari Abraham Lincoln.

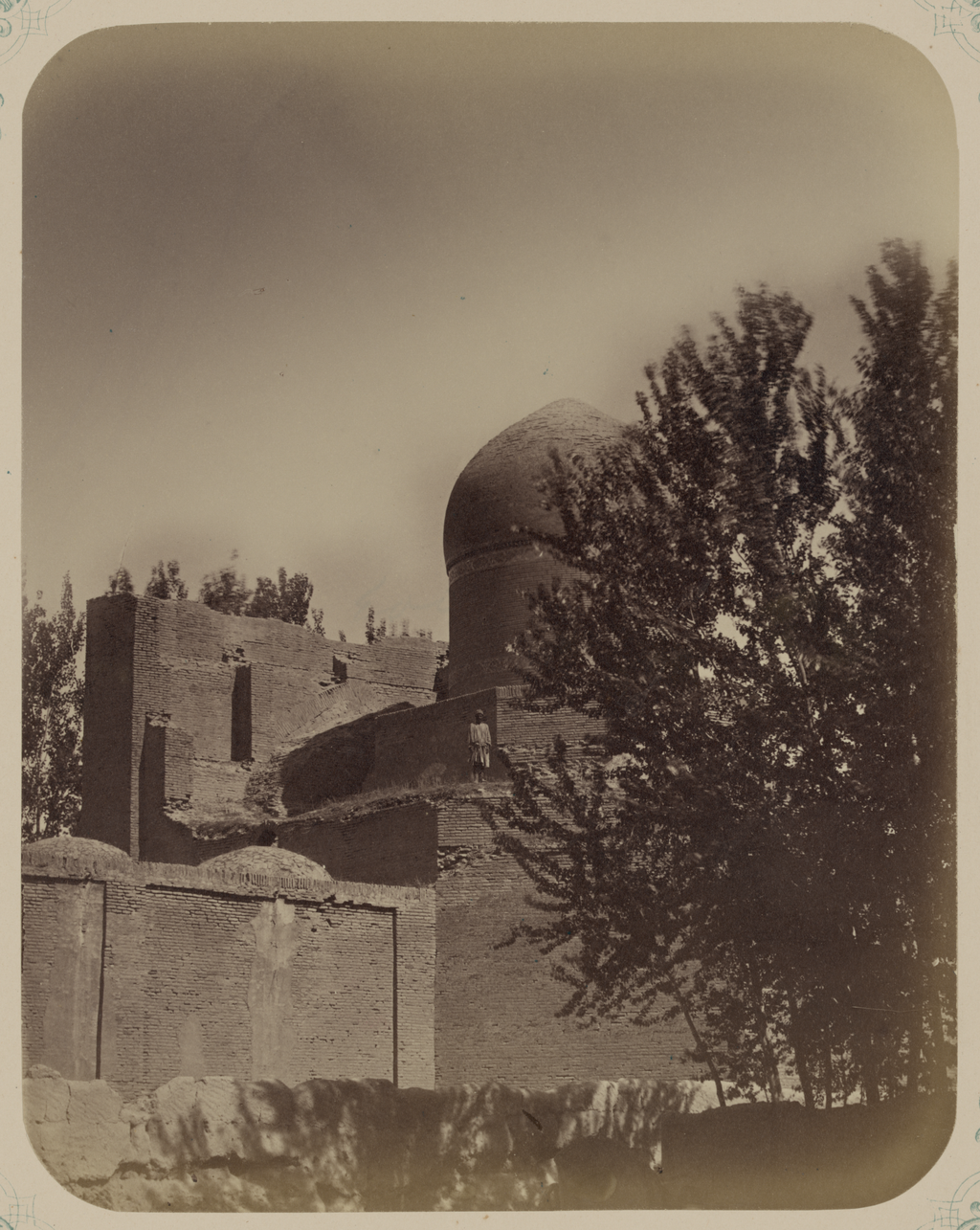
Mosquée de Samarcande dans l'Album du Turkestan.

- 26 avril : Giorgio Sommer documente l'éruption du Vésuve, l’une des plus spectaculaires du XIXe siècle, avec une série de photographies, chacune prise à une demi-heure d'intervalle entre 14 et 17 heures ; plusieurs de ces photographies sont reproduites en gravure dans des journaux en Europe[1].

- Publication par Eugène et Ernest-Charles Appert d'une série de photomontages, les Crimes de la Commune.

- William H. Mumler (en), Fantôme d'Abraham Lincoln.

- Le photographe japonais Uchida Kuichi obtient le privilège de photographier l'empereur Meiji et réalise une photographie de ce dernier et de l'impératrice Shōken en habits traditionnels[2].

- vers 1872 : Étienne Carjat réalise une photographie d'Arthur Rimbaud, qui est la photographie la plus universellement connue du poète[3].

## Livres de photographies
- Hippolyte Délié et Émile Béchard, photographes français installés au Caire en Égypte, publient L'Album du musée de Boulaq, illustré de 40 planches photographiques avec les textes de l'égyptologue Auguste Mariette, fondateur du musée ; il contribue à populariser l'égyptologie[4].
- Yokoyama Matsusaburō publie à Tokyo un album de 64 photographies Kyū-Edo-jō Shashin-chō (旧江戸城写真帳?) [Album de photographies de l'ancien château d'Edo], réalisé à la demande de  Ninagawa Noritane, fonctionnaire du gouvernement de Meiji, pour documenter le château d'Edo avant sa reconstruction ainsi que les trésors impériaux conservés dans le Shōsō-in.
- L'Album du Turkestan (en), consacré à l'histoire, l'ethnographie, la géographie, l'économie et la culture de l'Asie centrale, illustré de plus de 1 200 photographies est publié sur ordre du gouverneur général du Turkestan russe, Constantin von Kaufmann.

## Naissances
- 3 janvier : Alfred Eberling, peintre et photographe polonais, mort le 18 janvier 1951.
- 5 mars : Pierre Dubreuil, photographe français, mort le 9 janvier 1944.
- 26 mars : Pierre Choumoff, photographe franco-russe, mort le 25 juin 1936
- 2 juillet : Gaëtan Gatian de Clérambault, psychiatre et photographe français, mort le 17 novembre 1934.
- 7 juillet : Imre Gábor Bekey, spéléologue et photographe hongrois, mort le 17 avril 1936.
- 15 août : Valentine Mallet, photographe suisse, morte le 12 septembre 1949.
- 20 août : Jenny de Vasson, photographe française, morte le 15 février 1920.
- 1er septembre : Gustave Marissiaux, photographe belge, mort le 12 mai 1929.
- 4 septembre : Nils Strindberg, photographe suédois, mort en octobre 1897.
- 28 septembre : Franz John, photographe allemand, mort le 17 novembre 1952.
- 6 novembre : Gaston Chérau, écrivain, journaliste et photographe français, mort le 20 avril 1937.
- Date précise inconnue :
  - Ignacio Coyne, photographe et cinéaste espagnol, mort le 22 avril 1912.
- Date précise inconnue :
  - Leonídas Papázoglou, photographe grec, mort en 1918.

## Décès
- 24 février : Auguste Salzmann, peintre, archéologue et photographe français, né le 14 avril 1824.
- 26 avril : Louis Alphonse de Brébisson, botaniste et photographe français, né le 25 septembre 1798.
- 28 avril : Louis Désiré Blanquart-Évrard, chimiste, imprimeur et photographe français, né le 2 août 1802.
- 9 juin : William Ellis,  missionnaire protestant britannique à Tahiti, Hawaii et Madagascar où il réalise des photographies, né le 24 août 1794.

## Notes et références

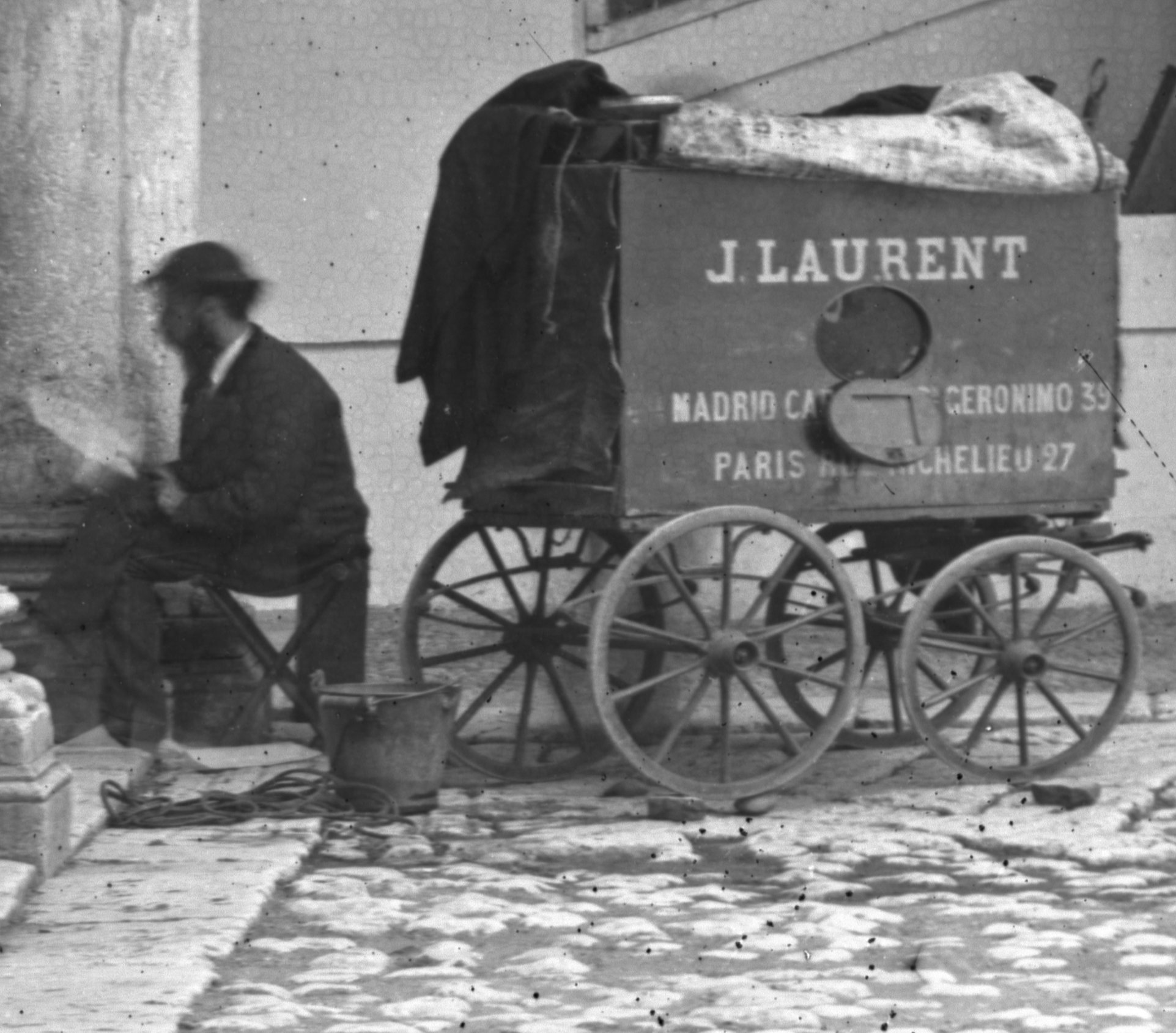
Laboratoire photographique mobile de Jean Laurent à Valladolid, Espagne, en 1872.